# Alucita fletcheriana
Alucita fletcheriana är en fjärilsart som beskrevs av Ghesquière 1940. Alucita fletcheriana ingår i släktet Alucita och familjen mångfliksmott, (Alucitidae). Inga underarter finns listade i Catalogue of Life.